# Więzienie w Koronowie
Więzienie w Koronowie – ciężkie więzienie (Zuchthaus) zorganizowane przez okupacyjne władze niemieckie w budynkach przedwojennego polskiego zakładu karnego w Koronowie. Więzienie funkcjonowało od września 1939 do stycznia 1945 i przeszło przezeń około 1800 Polaków. Zakład karny w Koronowie był jednym z najcięższych więzień zorganizowanych przez Niemców na okupowanych terenach Pomorza. Do końca wojny zmarło tam 631 osadzonych.

## Obóz dla internowanych osób cywilnych
Koronowo zostało opanowane przez oddziały Wehrmachtu w dniu 3 września 1939. Po zajęciu miasta Niemcy niezwłocznie rozpoczęli masowe aresztowania Polaków, przede wszystkim przedstawicieli miejscowej elity politycznej i intelektualnej, jak również innych osób z różnych względów uznanych przez okupanta za niebezpieczne.
Aresztowanych Polaków osadzano w celach przedwojennego polskiego zakładu karnego przy ulicy Bydgoskiej 37. Więzienie, utworzone jeszcze w 1819 na mocy reskryptu króla Prus Fryderyka Wilhelma III, mieściło się w budynkach XIV-wiecznego klasztoru Cystersów. Na dzień przed zajęciem miasta przez Wehrmacht koronowski zakład karny został opuszczony przez strażników, uciekło również wielu więźniów. Na miejscu pozostali jedynie skazańcy z niewielkimi wyrokami, którzy obawiali się, że ucieczka spowoduje wydłużenie czasu odbywania kary. Niemcy pozostawili ich w celach więzienia. Później do koronowskiego zakładu karnego zaczęli trafiać obywatele miasta Koronowa aresztowani z przyczyn politycznych.
Więzienie w Koronowie pełniło w tym czasie funkcję obozu dla internowanych osób cywilnych (Zivilinternierungslager). Pierwsza wzmianka o nim znajduje się w instrukcji szefa zarządu administracji cywilnej przy dowódcy niemieckiej 4. Armii dla pełnomocników terenowych, datowanej na 5 września 1939 roku. W obozie jednorazowo przebywało zwykle około 90 Polaków. Na trzecim piętrze przetrzymywano aresztowanych polskich nauczycieli, podczas gdy na czwartym – 44 przedwojennych policjantów. Początkowo funkcję strażników pełnili żołnierze Wehrmachtu, lecz już 7 września nadzór nad obozem przejęli funkcjonariusze Einsatzgruppen. Najpierw byli to członkowie Sonderkommando należącego do podążającej za oddziałami niemieckiej 4. Armii tzw. Einsatzgruppe IV. Po opuszczeniu przez ten oddział terenów Pomorza ich miejsce zajęli funkcjonariusze gdańskiego Einsatzkommando 16.
Od samego początku w tamtejszym obozie dla internowanych funkcjonowała specjalna trzyosobowa komisja, która przesłuchiwała więźniów i decydowała o ich losie. W skład komisji wchodzili: naczelnik więzienia, prokurator nazwiskiem Schultz (obaj przybyli z Bydgoszczy) oraz Steckmann – właściciel majątku ziemskiego w pobliskiej Stopce. Ich celem było jak najszybsze opróżnienie przepełnionego koronowskiego więzienia. Część więźniów zwalniano, część wywożono do obozów koncentracyjnych (głównie Dachau i Mauthausen-Gusen), a pozostałych mordowano w pobliskich lasach pod Buszkowem. Liczba zatrzymanych ulegała z tego powodu stałym zmianom.

## Powstanie regularnego więzienia
Na początku listopada 1939 obóz został częściowo przejęty przez niemiecką służbę więzienną podlegającą ministerstwu sprawiedliwości Rzeszy. 50 ocalałych więźniów obozu dla internowanych, przetrzymywanych w odizolowanych celach, pozostawało przez pewien czas do dyspozycji bydgoskiego Gestapo. 11 stycznia 1940 wszystkich wywieziono do obozu koncentracyjnego Stutthof.
Tymczasem, już 15 listopada 1939 przywieziono do Koronowa pierwszą grupę Polaków skazanych przez bydgoski sąd specjalny. Od tej pory w Koronowie zaczęło funkcjonować regularne niemieckie więzienie (Zuchthaus). Teoretycznie jego pojemność była obliczona na 562 więźniów, lecz zazwyczaj liczba osadzonych była większa. Duża była również rotacja więźniów.
W więzieniu panowały wyniszczające warunki. Z zeznań byłych więźniów wynika, iż otrzymywali oni minimalne racje żywnościowe – pół litra kawy, 10 gramów cukru i kawałek chleba na śniadanie; rzadką zupę (zazwyczaj z kwaszonej kapusty) na obiad, a na kolację wyłącznie kawę. Nie mogli otrzymywać żadnych paczek żywnościowych. Z powodu niedostatecznego wyżywienia, wyczerpującej pracy, przepełnienia zakładu oraz surowego reżimu więziennego śmiertelność wśród więźniów była wysoka. Przez cały okres funkcjonowania zakładu (15 listopada 1939 – 26 stycznia 1945) w księgach stanu cywilnego zanotowano 631 zgonów skazanych z czego:
- 1939 – 1 zgon;
- 1940 – 24 zgony;
- 1941 – 27 zgonów;
- 1942 – 248 zgonów;
- 1943 – 205 zgonów;
- 1944 – 117 zgonów;
- 1945 – 9 zgonów.

Począwszy od 11 października 1940 wprowadzono w aktach więziennych dodatkową rubrykę, która pozwalała określić przyczynę śmierci więźnia. Najczęstszą przyczyną śmierci były choroby: gruźlica (270 przypadków), szkorbut, flegmona. Zanotowano także przypadki chorób serca i śmierci ze starości. Zwłoki wywożono nieopodal więzienia i grzebano w długich rowach przy zabudowaniach fabrycznych, w których produkowano cegłę.
Liczba ofiar Zuchthaus mogła być większa, ponieważ wielu krańcowo wyczerpanych więźniów zmarło w swoich domach. Niemieccy prokuratorzy, z powodu ciężkich stanów chorobowych (najczęściej gruźlicy), zwalniali więźniów celem odbycia przerwy w wykonywaniu kary, zwykle zbyt późno, dlatego śmiertelność wśród zwolnionych wynosiła niemal 100 procent.
W 1942 powstała konspiracyjna organizacja „Bukiecik” niosąca pomoc więźniom Zuchthaus. Tworzyło ją siedem dziewcząt z Koronowa, które przemycały do więzienia grypsy, żywność i papierosy. Wśród strażników polskiego pochodzenia wciągniętych na volkslistę, również byli tacy, którzy starali się nieść pomoc więźniom, np. strażnik Feliks Dolatowski został za wnoszenie żywności i listów zdjęty ze służby i skazany przez sąd niemiecki na dwa lata więzienia.
W styczniu 1945 w związku ze zbliżaniem się Armii Czerwonej Niemcy ewakuowali więzienie, wywożąc znaczną część osadzonych w głąb Rzeszy. W Koronowie pozostali tylko ciężko chorzy więźniowie.

## Po wojnie
Po zakończeniu wojny więźniów zmarłych w Koronowie pochowano na wydzielonym cmentarzu, ogrodzonym parkanem i żywopłotem. Współcześnie na cmentarzu ustawiono pomnik symbolizujący mury więzienne z fragmentami wyłamanych krat. Na pomniku widnieje napis: „Patrioci pomordowani przez okupanta, wielkością swych bohaterskich serc, trwać będą zawsze w pamięci narodu”.
Po wyzwoleniu Koronowa polskie władze komunistyczne kontynuowały działanie więzienia przemianowując je na więzienie Urzędu Bezpieczeństwa Publicznego. Po upadku komunizmu w Polsce więzienie przy ulicy Bydgoskiej 27 funkcjonuje do dziś jako Zakład Karny Koronowo. W czasach stalinowskich zamordowano tam wielu ludzi uznanych za wrogów władzy ludowej.